# Provincia Osmaniye
Provincia Osmaniye este o provincie a Turciei cu o suprafață de 3767 km², localizată în sudul Turciei.
1. ↑   http://www.yerelnet.org.tr/iller/ Lipsește sau este vid: |title= (ajutor)